# زبيدة هانم
زبيدة هانم(1857 - 15 يناير 1923) هي والدة مصطفى كمال أتاتورك وزوجة علي رضا أفندي. ولدت في لانكاداس والتي حالياً موجودة في مقدونيا اليونانية، لكنها كانت أهم مدينة تابعة للدولة العثمانية في أوروبا بعد القسطنطينية.
توفيت في 15 يناير 1923 عن عمر يناهز 66 عاماً توفيت وعمر ابنها مصطفى كمال أتاتورك 42 عاماً وعمر مقبولة أتادان 35 عاماً وتوفي علي رضا أفندي وعمرها 31 عاماً.

## عائلتها
ولدت زبيدة هانم في لانكاداس عام 1857 وتوفيت في إزمير عام 1923.

### والدها
والدها هو سوفيزيد فيز الله آغا (من مواليد 27 أبريل 1831) هو والد زبيدة هانم وجد مصطفى كمال أتاتورك ولد عام 1831 في لانكاداس وتوفي في القرن 19 أو القرن 20 وفي عام 1856 تزوج من عائشة هانم وأنجبت أبنين هم حسين وزبيدة.

### والدتها
والدتها هي عائشة هانم (1833 - ؟؟؟1) هي والدة زبيدة هانم وجدة مصطفى كمال أتاتورك ولدت عام 1833 تزوجت من سوفيزيد فيز الله آغا عام 1856 وأنجبت أبنين هم حسين وزبيدة.